# Dormhügelland
Das Dormhügelland ist ein naturräumlicher Landschaftsteil nördlich des Elm zwischen Königslutter und Helmstedt, der die Höhen des Rieseberg und Dorm sowie die Ausläufer bis zum Lappwald umfasst. Er gehört zum Naturpark Elm-Lappwald und bildet den Nordwestrand der Helmstedt-Oscherslebener Mulde im Ostbraunschweigischen Hügelland.

## Beschreibung

### Lage
Das Dormhügelland erstreckt sich über etwa 15 Kilometer in West-Ost-Richtung als schmaler Streifen zwischen Bornum am Elm und dem Wohnplatz Windmühlenberg bei Emmerstedt am Rand des Lappwald. Die maximale Ausdehnung in Nord-Süd-Richtung beträgt weniger als fünf Kilometer zwischen der Kernstadt Königslutter und Beienrode (Königslutter). Die Gesamtfläche umfasst etwa 55 km². Die Höhen variieren zwischen 92 m ü. NHN in den Tälern der Schunter bzw. ihrer Zuflüsse und 181 m auf dem Fuchsberg im Dorm.

### Ortschaften
Die meisten Ortschaften wie die historisch relevanten Ortskerne von Königslutter und Süpplingenburg liegen am Rand bzw. nur mit einzelnen Flurstücken in dem bezeichneten Gebiet. Neben dem zentral und am Hang des Dorm gelegenen Groß Steinum sind lediglich Lauingen und Rottorf (Königslutter am Elm) nahezu komplett im Dormhügelland gelegen.

### Beschaffenheit und Geologie
Markantes Merkmal dieses Gebiets ist die weithin sichtbare, langgestreckte Sattelachse von Dorm und Rieseberg. Während im Dorm steil aufgerichtete Schichtrippen aus Buntsandstein und Muschelkalk vor allem den Südhang bei Groß Steinum dominieren, erscheint der Rieseberg als sanft gewölbte Kuppe. Beide Höhenzüge sind überwiegend bewaldet. Am Nordhang des Dorm gibt es aus historischer Beweidung Flächen von Trockenrasen. Im übrigen Landschaftsbereich besteht der Boden zum Elm hin aus Keuperablagerungen mit einer Lößdecke, ansonsten aus einer vielfältigen Mischung, teils auch mit Quarzsanden vermengt. In den Flussauen befinden sich bis zu zwei Meter mächtige Torfschichten.
Die Förderung von Kalisalz erfolgte im Dorm im Ortsbereich von Beienrode vorwiegend am Anfang des 20. Jahrhunderts. Die breitsohligen Flusstäler folgen den Salzauslaugungen.

### Naturräume
Das Dormhügelland (512.20) ist nach Müller Bestandteil der Helmstedt-Oscherslebener Mulde (512.2), die wiederum Unterraum des Ostbraunschweigischen Hügellands (512) ist. Im Südosten schließt sich die Helmstedter Mulde (512.21) mit ihren Lößböden und den südlichen Tagebaugebieten an. Ausdrücklich ausgenommen aus dem schmalen Landschaftsgürtel des Dormhügellands ist das Rieseberger Moor, das zu dem sich nördlich anschließenden Schunterwinkel (624.1), genauer dem Schuntertal (624.10) im Ostbraunschweigischem Flachland zählt. Ausdrücklich unscharf bzw. nicht linienartig ist die Abgrenzung im Lutterlandbruch zum Schuntertal. Weitere angrenzende Unterräume an die Haupteinheit sind der Hasenwinkel (624.21) und der Lappwald (624.3).

### Gewässer und Naturschutz
Zwischen Rieseberg und Dorm verläuft die Schunter in nordwestliche Richtung und nimmt in diesem Landschaftsteil von links die Lutter und die Lauinger Mühlenriede sowie von rechts die Lange Welle auf. Die Scheppau umfließt den Rieseberg nördlich und bildet den Rand dieses Naturraums, der Zufluss der Uhrau erfolgt ebenfalls am Rand bei Beienrode und bildet die Grenze des Landschaftsschutzgebietes Mittlere Schunter.
Nahezu das gesamte Gebiet ist nicht nur Teil des Naturparks Elm-Lappwald, sondern auch Bestandteil von Landschaftsschutzgebieten im Landkreis Helmstedt. Darüber hinaus sind die beiden Naturschutzgebiete Rieseberg und Lutterlandbruch sowie die Naturdenkmale in und bei Groß Steinum hervorzuheben.

## Bedeutung
Das vorwiegend landwirtschaftlich genutzte Gebiet hat eine große Bedeutung für die Natur und die Naherholung. Als größte Verkehrsader der Region passiert die A 2 den Nordrand des Dorm, ansonsten bestimmen neben den bewaldeten Höhenzügen die ausgedehnten Flussauen das historisch geprägte Landschaftsbild.

## Bilder

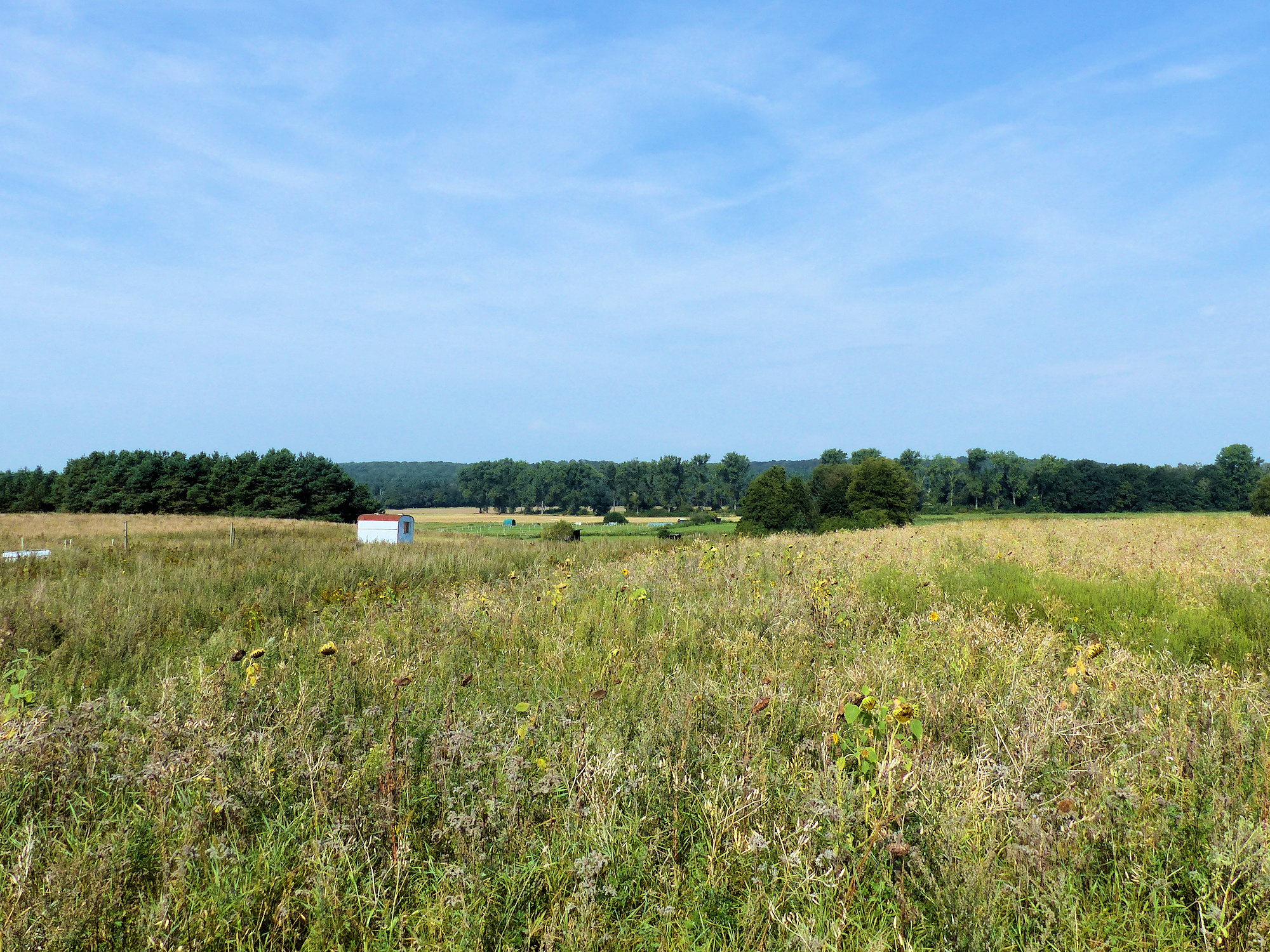
Blick zum Rieseberg vom Heiligen Berg bei Lauingen
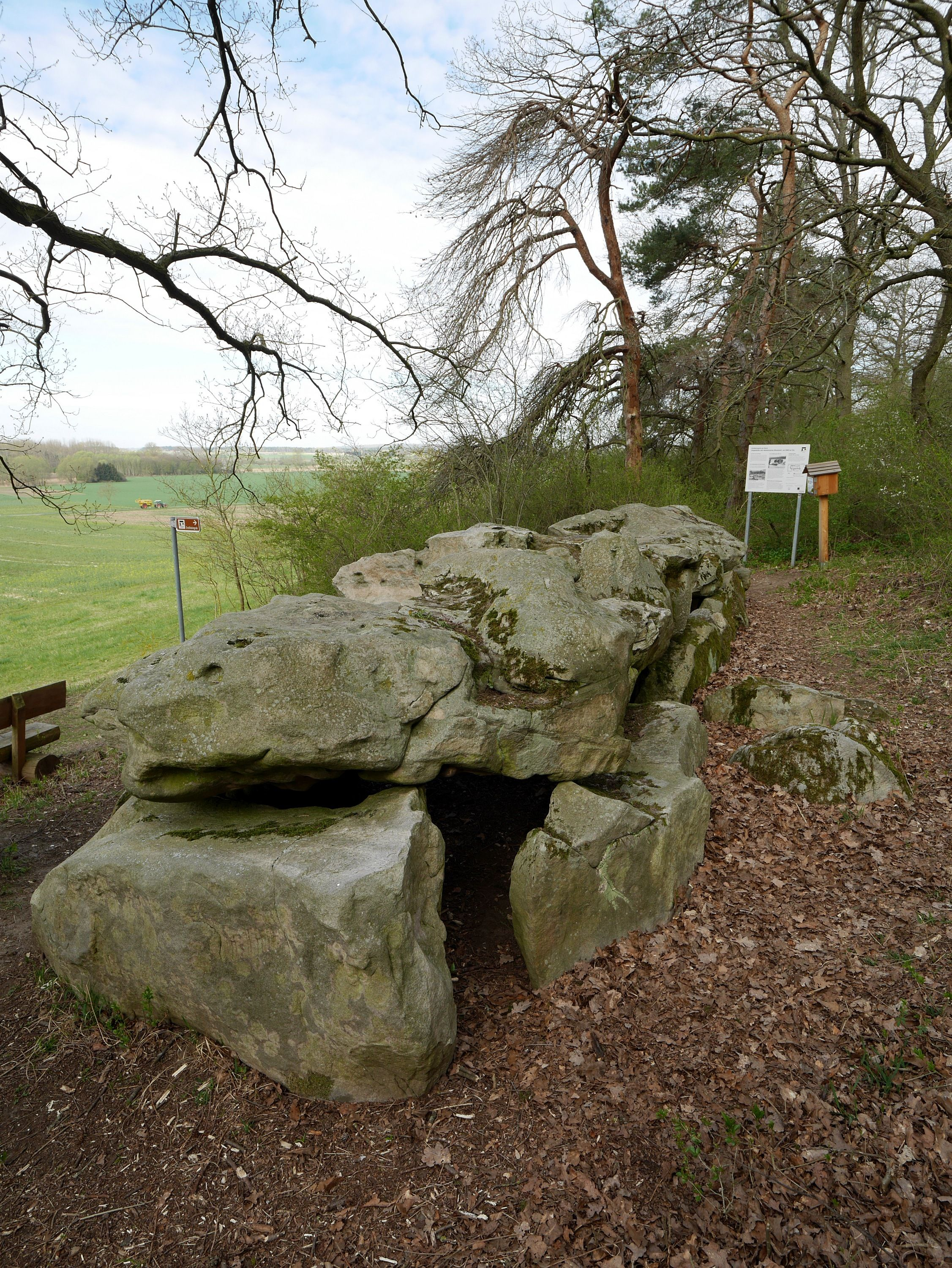
Großsteingrab Groß Steinum, Blick von Osten in die Landschaft
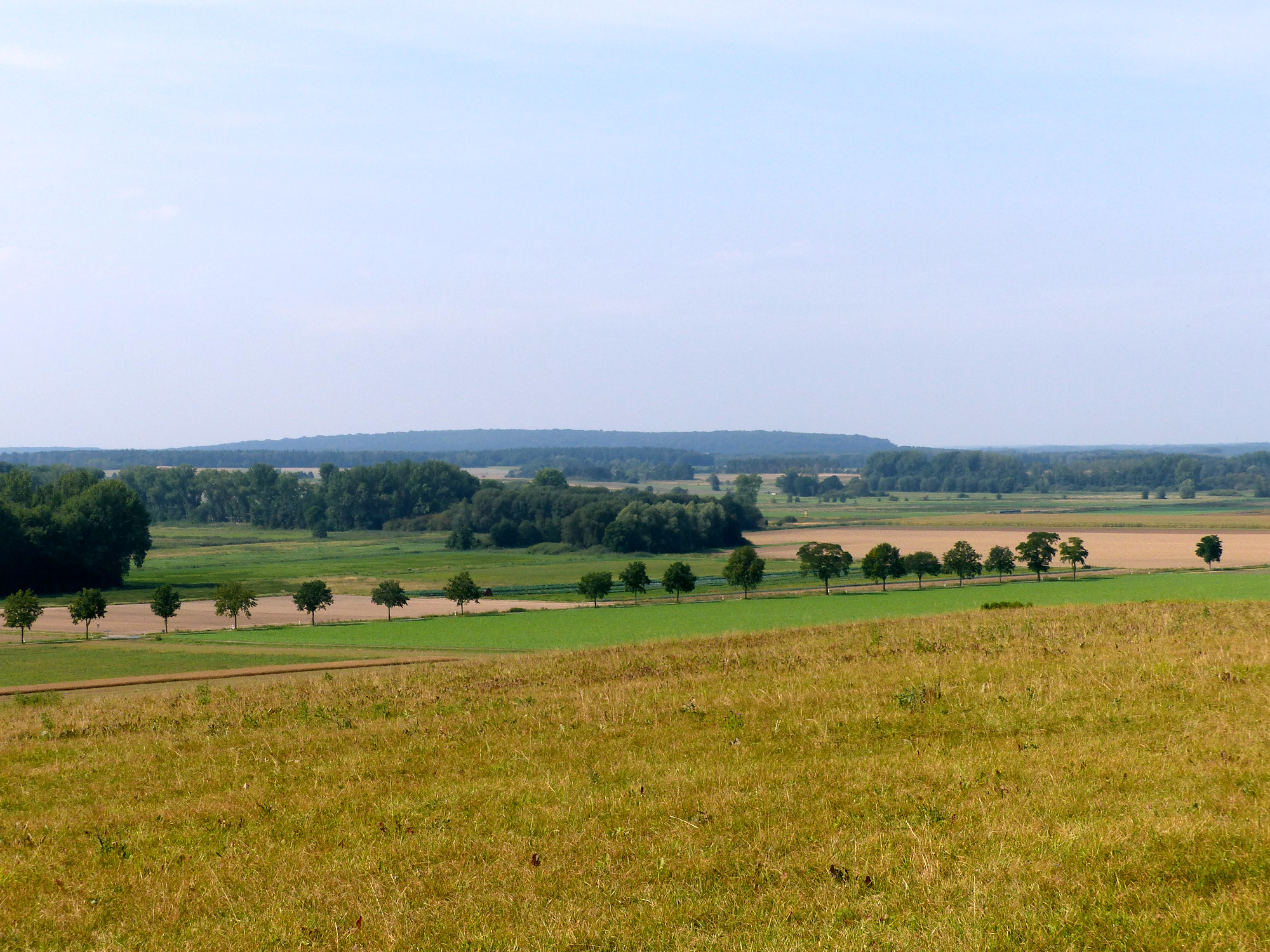
Blick vom Dorm Richtung Rieseberg
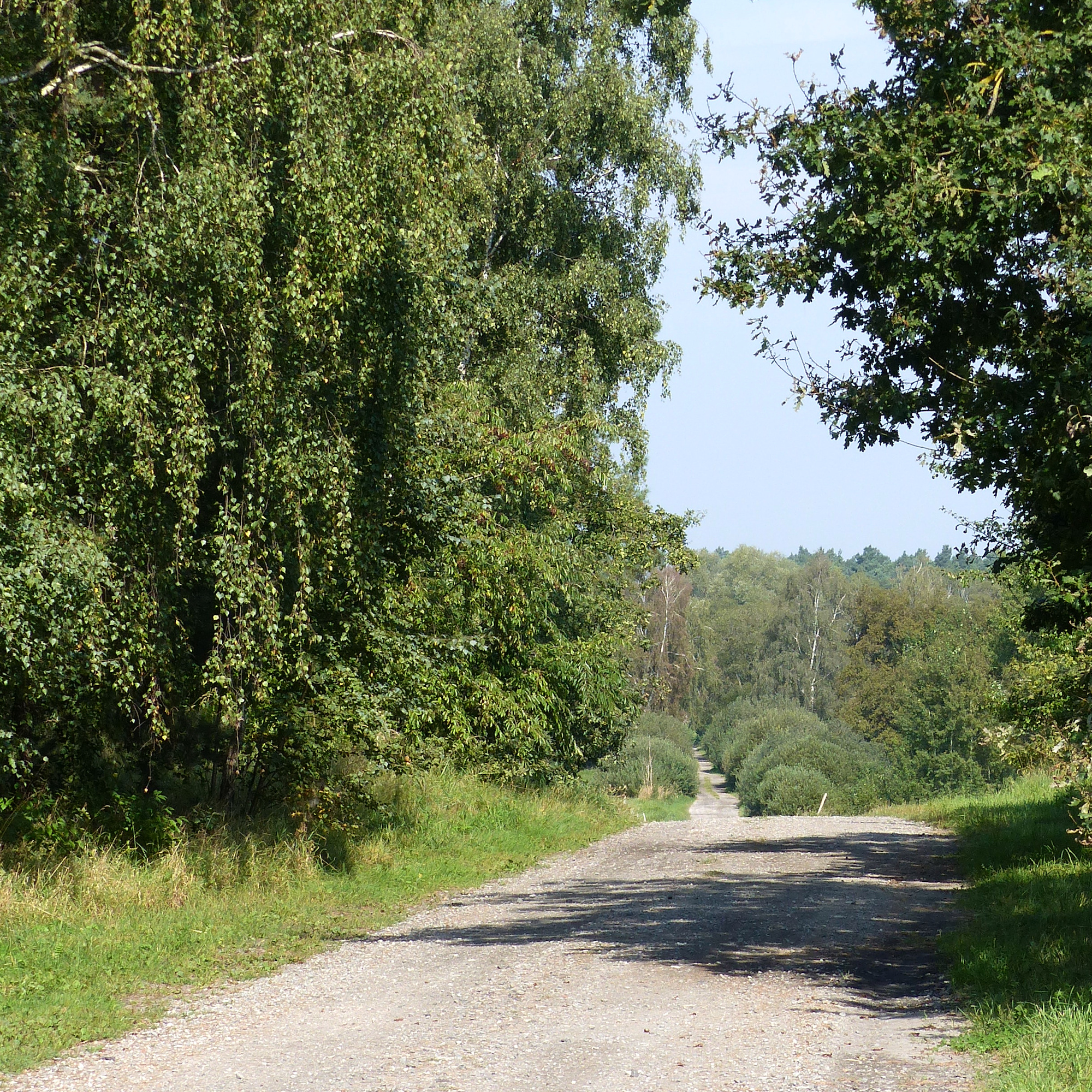
Weg am Rand des Rieseberger Moors bei Lauingen
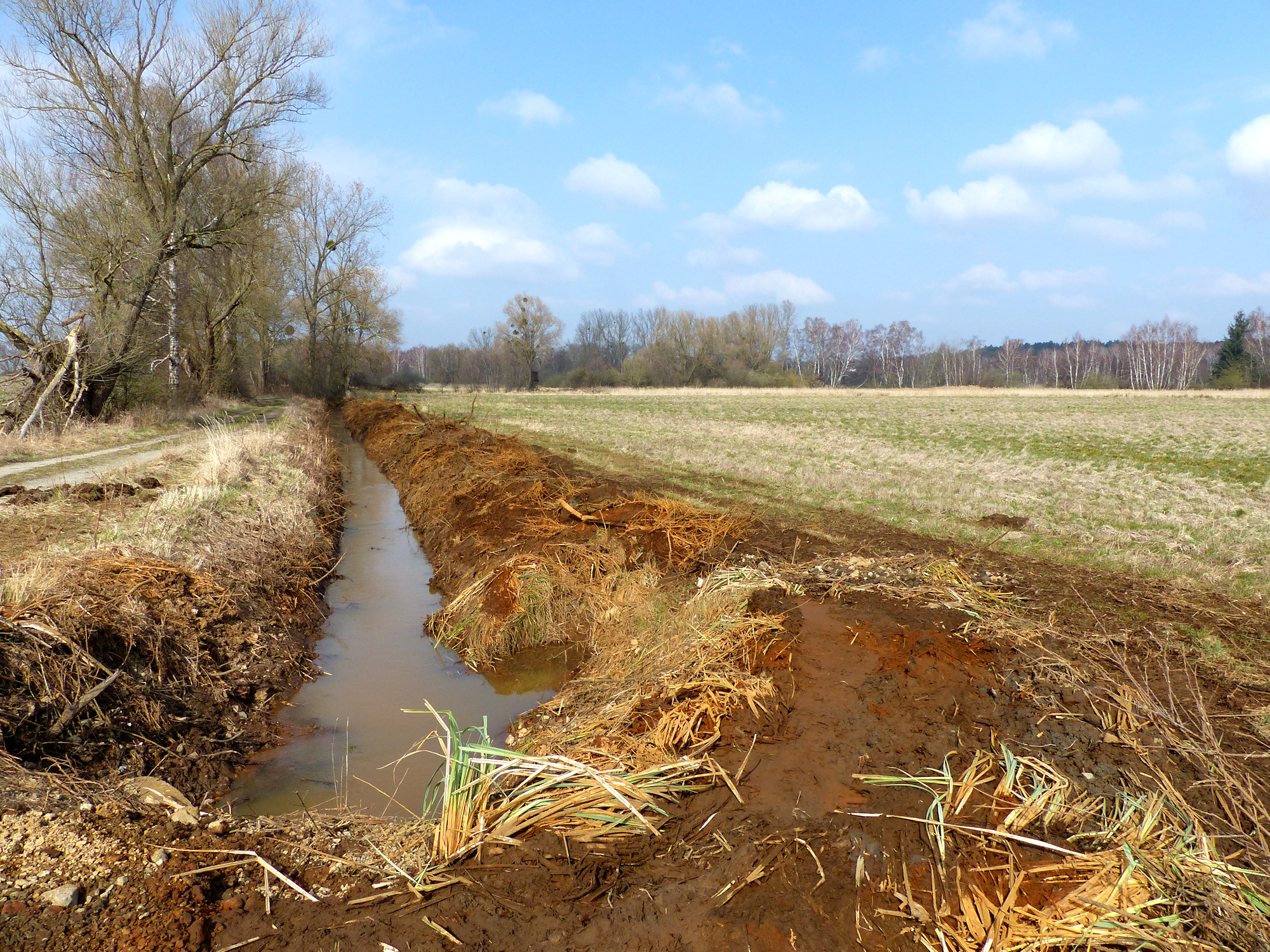
Abfluss aus dem Bruchteich bei Barmke